# Grubenlampe

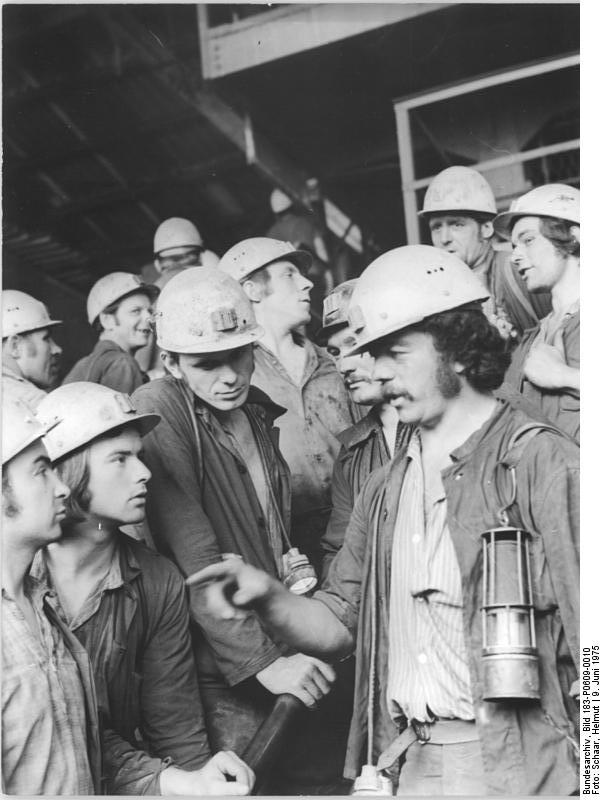
Bergleute beim Schichtwechsel: Jeder trägt sein Geleucht mit sich.

Eine Grubenlampe ist eine Leuchte, die bei der Arbeit unter Tage eingesetzt wird. Vergleichbare Lampen sind auch in anderen Stollenbauwerken nötig, zum Beispiel beim Tunnelbau, in unterirdischen Wasserkanälen und in der Höhlenforschung.
Als Geleucht bezeichnet der Bergmann die Gesamtheit der von ihm in der Grube angewandten Leuchtmittel. Früher war Geleucht auch in anderen Bereichen ein allgemeiner Begriff für künstliche Lichtquellen, z. B. die Beleuchtung in einem Theater.

## Üblicher Gebrauch
Jeder Bergmann hat seine „persönliche“ Grubenlampe. Nach der Schicht ist der Bergmann dafür verantwortlich, dass er üblicherweise selbst die Grubenlampe ordnungsgemäß zum Wiederaufladen in der Lampenstube in den beschrifteten Stellplatz in der Ladestation einsetzt, damit er zur nächsten Schicht wieder eine voll geladene Grubenlampe zur Verfügung hat. Zum Schichtbeginn wird die Grubenlampe sofort angeschaltet und erst zum Schichtende an der Ladestation wieder abgeschaltet. Auf keinen Fall darf aus falsch verstandenem Energiesparen die Grubenlampe unter Tage (auch nicht in gut beleuchteten Werkstätten) abgeschaltet werden. Im Falle eines Stromausfalls wäre das lebensgefährlich.

## Geschichte
Licht ist für den Bergmann ein unverzichtbares Gut, ohne das er seine Arbeit nicht verrichten kann: „Ein Bergmann ohne Licht ist ein armer Wicht“ (deutsches Sprichwort).
Der Bergbau erforderte bereits früh eine Beleuchtung, um arbeiten und Erz von taubem Gestein unterscheiden zu können.

### Grubenlampen mit offener Flamme

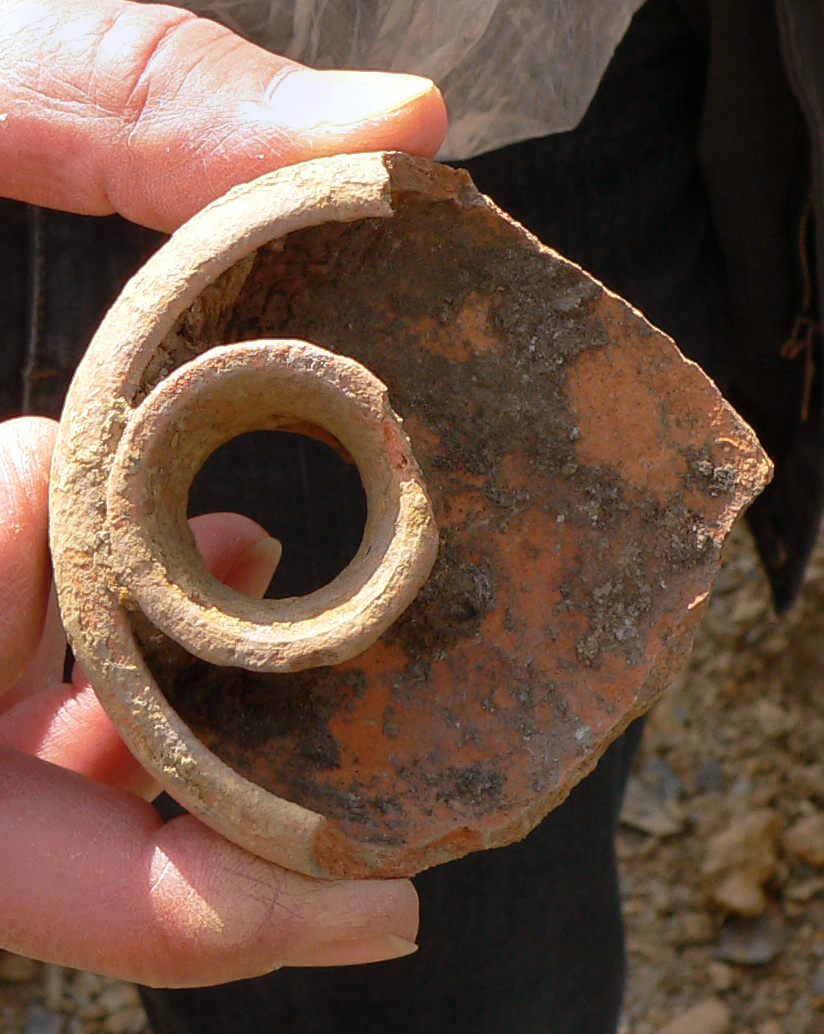
Fragment eines Tonfrosches

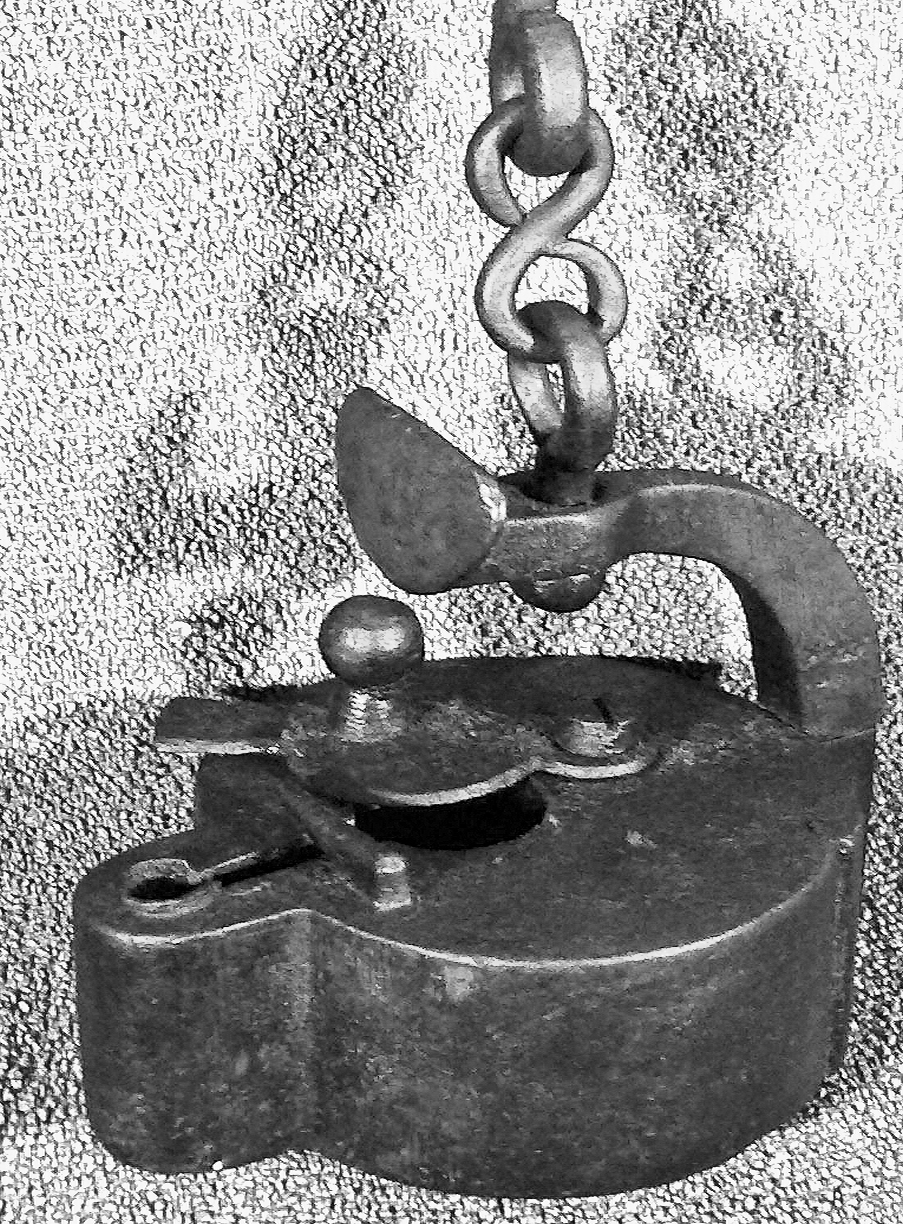
Saarländischer Frosch

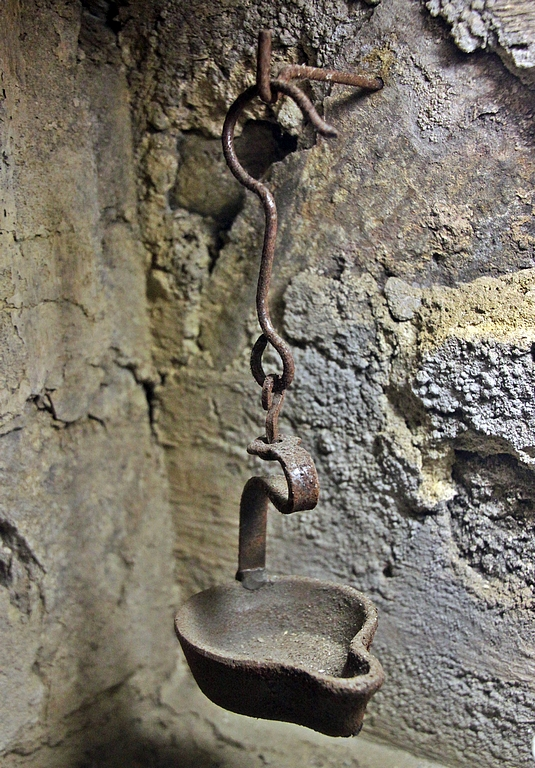
Offene Froschlampe

Die erste Lichtquelle im Bergbau der Stein- und Bronzezeit war der Kienspan. In der Antike wurden tönerne Froschlampen als Öllampen verwendet, die zunächst den außerhalb des Bergbaues verwendeten Lampen gleich waren und mit Unschlitt (Talg) befüllt wurden. Parallel dazu wurden auch Kerzen verwendet.
Ihr charakteristisches Aussehen erhielten die Grubenlampen durch die Verbindung mit einem kräftigen Haken, der ihre Befestigung am Ausbau, zum Teil auch der Bekleidung oder dem Helm, erlaubte. Charakteristisch waren Froschlampen, Tunnellampen, Kugellampen (zum Beispiel „Staßfurter Kugel“) und Blenden (zum Beispiel Freiberger Blende, Marienberger Blende). Während im Altertum Lampen aus Ton verbreitet waren, wurden die Lampen der Neuzeit aus Eisenblech oder Messing (vor allem die Lampen der Aufsichtspersonen und Lampen für Repräsentationszwecke, beispielsweise bei Bergparaden) angefertigt.
Im Mittelalter ging die Entwicklung hin zu Lampen, die durch Vorrichtungen (Gehänge) besser für die Verwendung unter Tage geeignet waren. In der Hauptsache waren dies offene bzw. geschlossene Froschlampen aus Ton, Messing oder Eisen. Als Brennstoff dienten weiterhin Unschlitt (Talg, Schmer) und Rüböl. Froschlampen gab es in unterschiedlichen Ausführungen, die teilweise eigene Namen erhielten. Grundsätzlich wurden offene und geschlossene Frösche unterschieden, daneben noch nach der Herkunft (beispielsweise Harzer Frosch, Westfälischer Frosch, Erzgebirgischer Frosch usw.) und/oder nach dem Hersteller (Pirringer-Frosch, Seippel-Frosch usw.). Selten wurden besondere Froschlampen zu bestimmten Anlässen angefertigt, wie der sogenannte „Ernst-August-Frosch“, eine Sonderform eines offenen Harzer Frosches, die anlässlich der Fertigstellung des Ernst-August-Stollens als Ehrenlampe an verdienstvolle Bergleute vergeben wurde. Ein Krüsel oder Krösel ist eine kleine Froschlampe. Der Name ist eine generische Bezeichnung für eine hängende (Öl-)Lampe aus dem Niedersächsischen.
Im 17. Jahrhundert kamen Blenden in Gebrauch, bei denen in einer hölzernen Umhüllung eine Kuckuck genannte Öllampe oder eine Kerze brannte. Alexander von Humboldt entwickelte zwischen 1792 und 1797 als (Ober-)Bergmeister in Franken eine „lichterhaltende Lampe“ zum Gebrauch in Gruben, die durch zusätzliche Luft- und Wasserzufuhr in kleinen Mengen verhindern sollte, dass das brennende Licht unter Tage erlosch. Im 19. Jahrhundert wurden mehrere neue Lampentypen entwickelt. Zu den Öllampen traten Gaslampen, Kerosinlampen und insbesondere nach der Erfindung des Karbids die Karbidlampe, die ein stärkeres Licht abgab. Mit deren Einführung war der letzte Schritt in der Entwicklung des Geleuchtes mit offener Flamme getan.

### Sicherheitsgrubenlampen

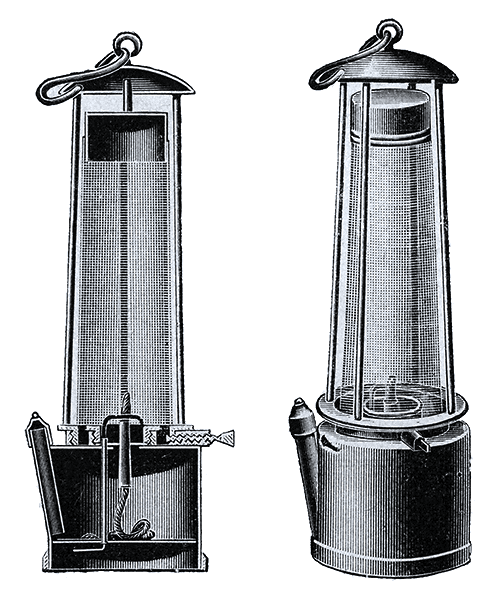
Davysche Sicherheitslampe

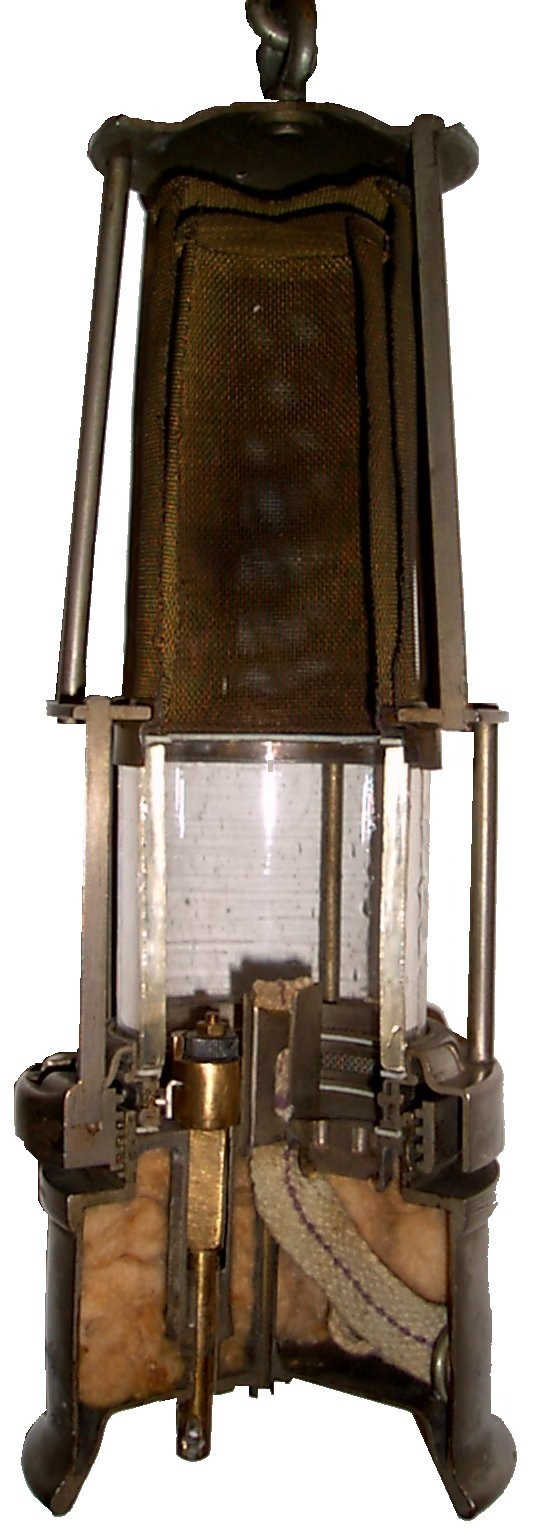
Schnittmodell Friemann & Wolf 300, Benzin-Flachdocht

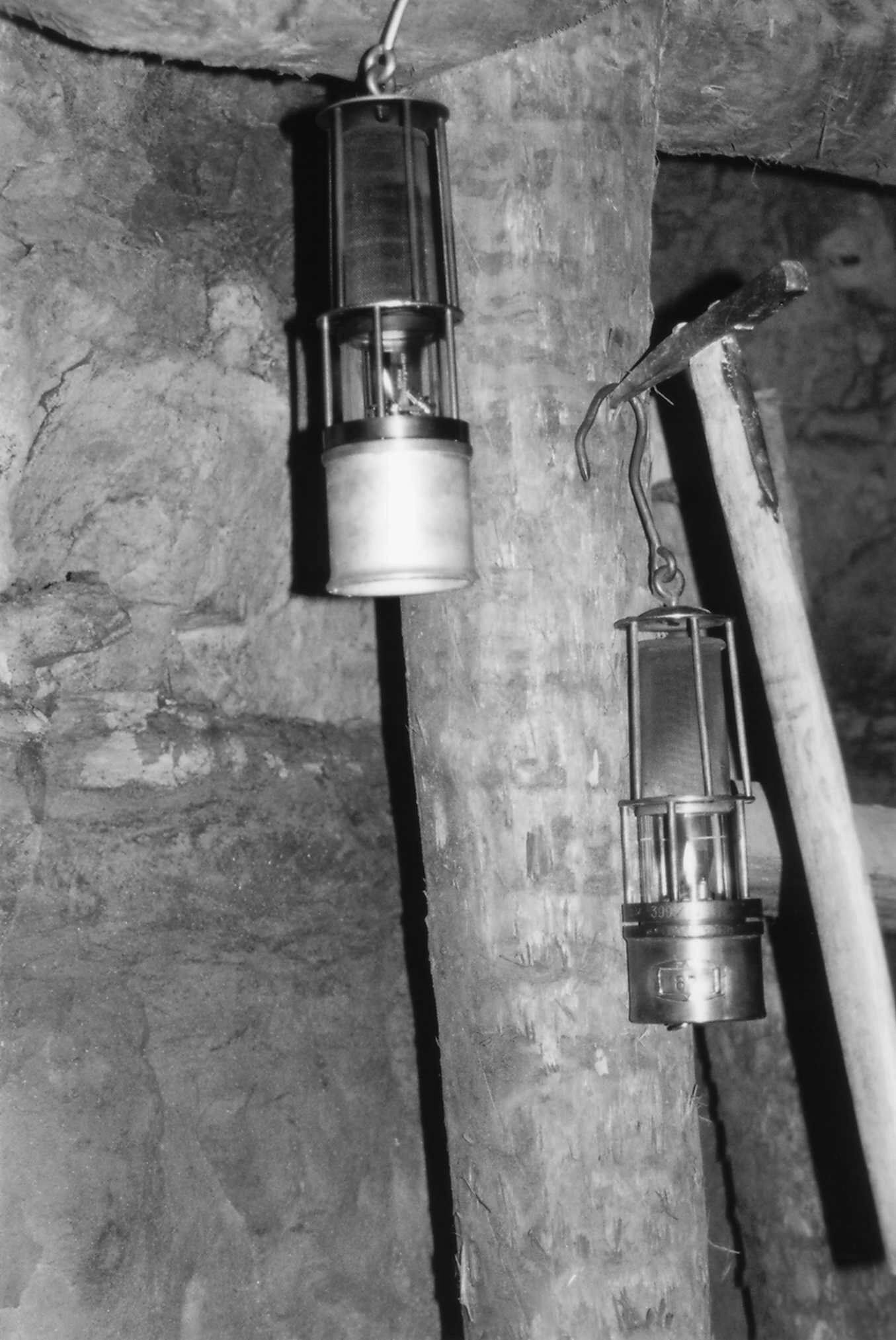
Links: Friemann & Wolf Duisburg 20502
Rechts: EM Ciesczyn LB-1

Neben den Beleuchtungsproblemen barg die offene Flamme auch die Gefahr einer Schlagwetterexplosion, also der lebensgefährlichen Explosion brennbarer Grubengase. Die ersten Versuche mit Kanarienvögeln als Gaswarner hatten zwar Erfolg bei der Erkennung von matten Wettern, aber weniger Erfolg bei brennbaren Gasen. Die Schlagwettergefahr erforderte daher ein Geleucht, das Licht spendete, ohne die explosiblen Gase entzünden zu können. Dies führte zur Entwicklung der Sicherheitslampen.

#### Davy-Lampe mit Flammsieb
Humphry Davy und Michael Faraday erkannten um das Jahr 1816, dass ein hochexplosives Methan-Luft-Gemisch sich in engen Röhren mit weniger als 3,5 mm Durchmesser nicht mehr entzündet.
Ein Drahtnetz oder Sieb mit ausreichend feiner Maschung um die Flamme (Flammsieb) nutzt diesen Effekt aus, die gute Wärmeleitung des Metalls senkt die Temperatur des brennenden Gases schnell unter die Zündtemperatur (siehe auch Grenzspaltweite), was eine Entzündung einer explosionsfähigen Atmosphäre außerhalb der Lampe verhindert, jedoch den Austausch von Luftsauerstoff und Abgasen erlaubt.
Dieses Prinzip hat einen wichtigen Nebeneffekt: Das mit der Luft eindringende Methangas wird innerhalb des Geflechts durch die höhere Temperatur entzündet. Dadurch kommt es zu einer charakteristischen bläulichen Aureole – einem blauen „Hütchen“ auf der Flamme –, anhand deren Höhe der Bergmann den Methangehalt der Wetter abschätzen kann. Die Aureolen warnen so den Bergmann vor dem brennbaren Gas.

#### Clanny-Lampe mit Glaszylinder
Der große Nachteil der Davy-Lampe, die schlechte Lichtausbeute, die sich durch die Verschmutzung des Drahtkorbes mit sich daran absetzendem Ruß im Laufe der Schicht noch weiter verschlechterte, wurde im Jahr 1839 durch William Reid Clanny behoben. Er verbesserte die Davysche Sicherheitslampe, indem er den unteren Teil des Drahtkorbes durch einen Glaszylinder ersetzte. Die beiden Stirnflächen dieses Zylinders wurden parallelgeschliffen und durch Dichtringe gegenüber den Wettern abgedichtet.
Die Clanny-Lampe konnte sich jedoch nur schwer durchsetzen, weil man ständig fürchtete, der Glaszylinder könnte durch die Hitze der Flamme platzen. Diese Gefahr wurde erst Jahre später durch das feuerfeste Jenaer Glas gebannt.
Bei Sonderausführungen der Lampe trägt der Glaszylinder Markierungsringe mit %-Methan-Angabe.

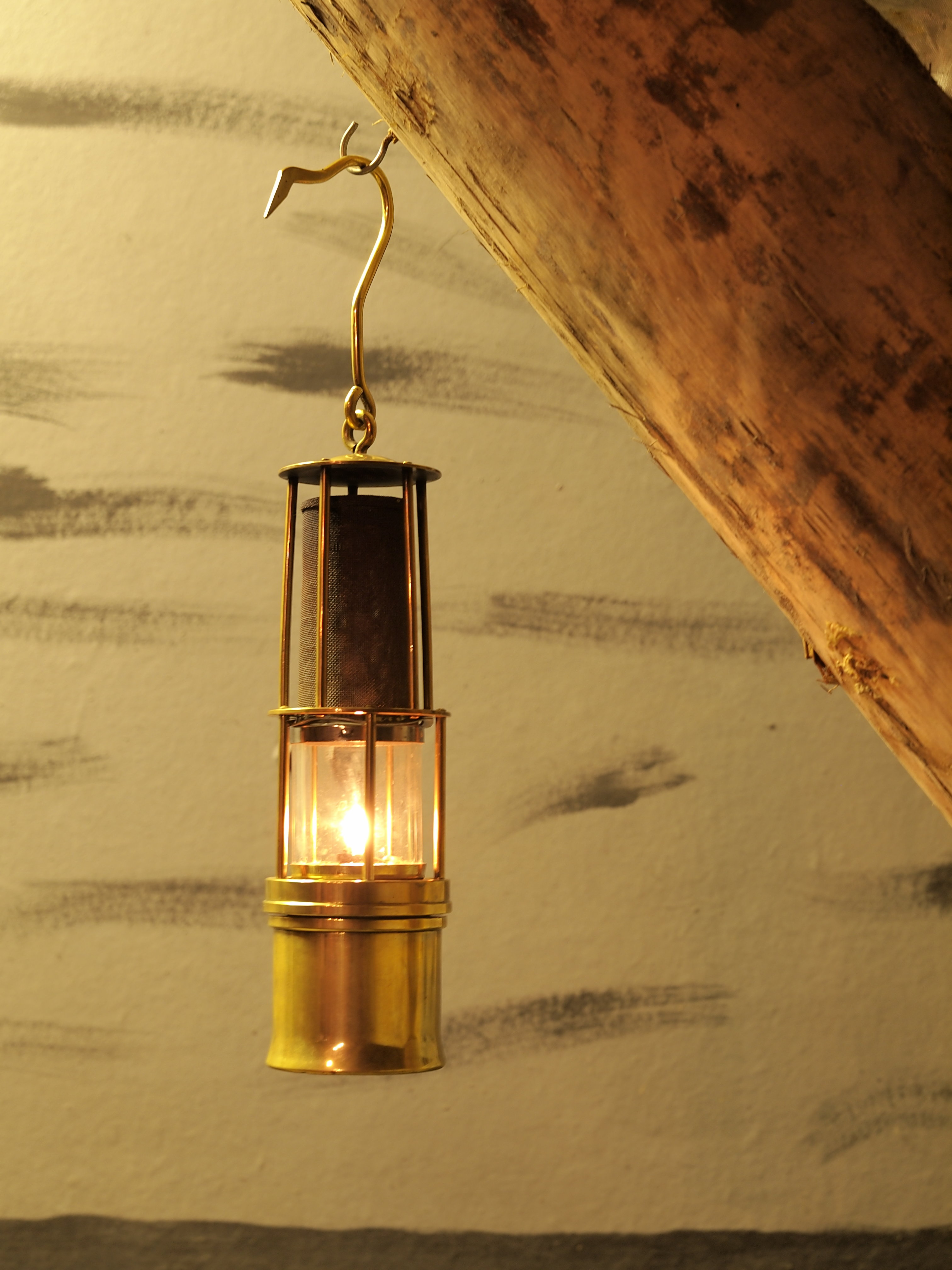
Wetterlampe im Bergbaustollen im Nordsternpark

#### Benzin-Sicherheitsgrubenlampe
Entscheidende Verbesserungen gelangen Carl Wolf aus Zwickau. Er ließ im Jahr 1884 eine Lampe mit Benzinbrand patentieren, die heller brannte und auch nicht rußte. Endlich hatte der Kohlebergmann ein sicheres und ausreichend helles Geleucht zur Verfügung.
Die zweite Neuerung Wolfs war die Innenzündvorrichtung, so dass der Bergmann die Lampe im Falle des Erlöschens vor Ort selbst wieder entzünden konnte, ohne dabei sich und seine Kameraden (Kumpel) zu gefährden. Außerdem entwickelte Wolf den sogenannten Magnetverschluss. Dies war ein federbetätigter Ankerverschluss, der nur mit einem Magneten geöffnet werden konnte, damit der Bergmann unter Tage bei Störungen die Lampe nicht selbst manipulieren und dadurch eine Explosion herbeiführen konnte.
Mit diesen Innovationen trat die Lampe ihren Siegeszug in den kohlefördernden Ländern der Welt an. Die Firma Friemann & Wolf in Zwickau avancierte in kurzer Zeit zum größten Grubenlampenhersteller der Welt.

### Elektrische Grubenlampen

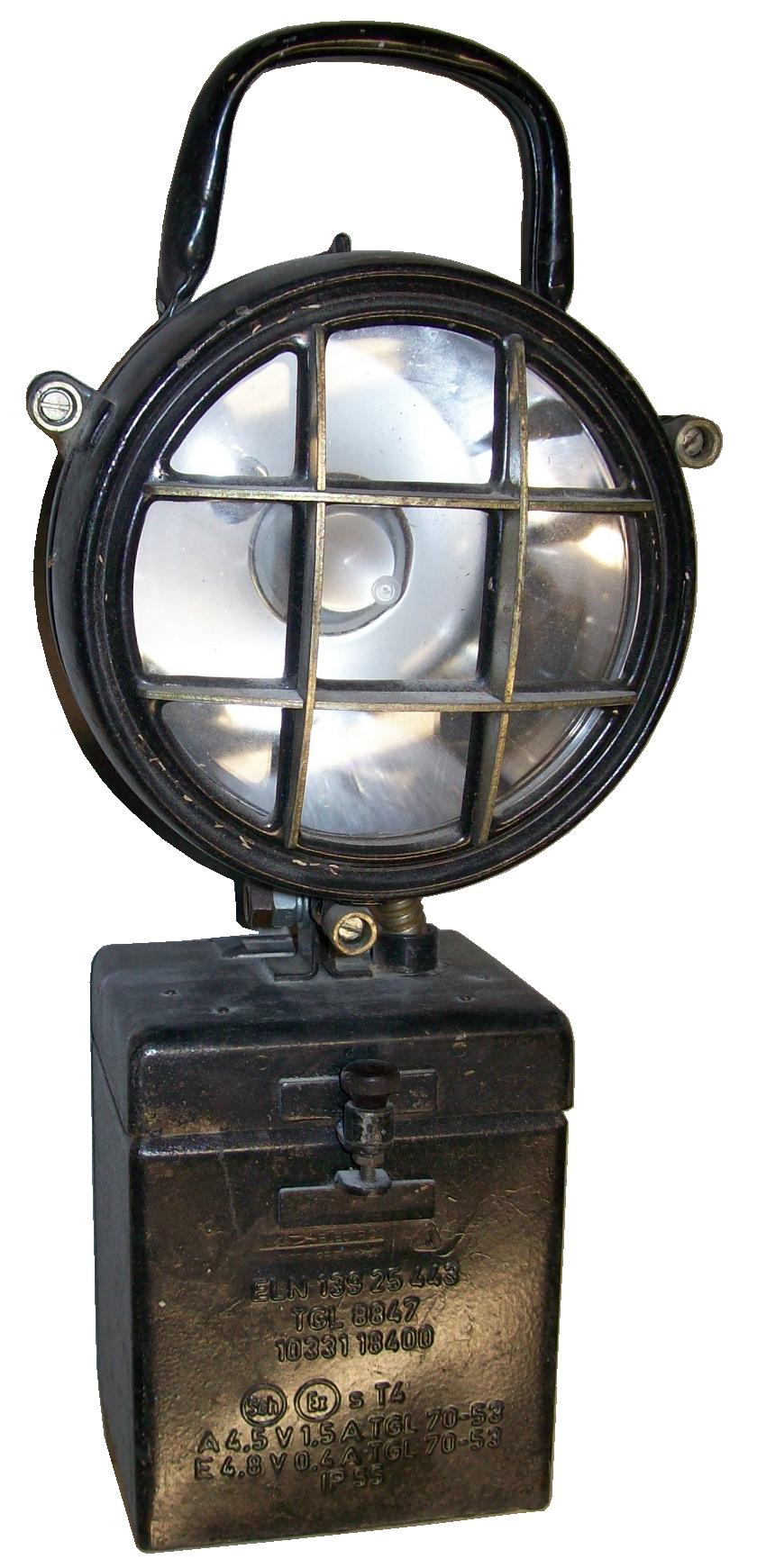
Handscheinwerfer mit NiCd-Akkumulator vom VEB Grubenlampenwerk Zwickau, Höhe 380 mm, Masse 2,5 kg

Seit dem frühen 20. Jahrhundert wurden vermehrt elektrische Grubenlampen im Bergbau eingesetzt. Dies waren zunächst batteriebetriebene Handscheinwerfer mit tornisterähnlichen Batteriekästen und separatem Scheinwerferteil. Der hohe Batterieverbrauch, der Gewichtsprobleme bereitete und hohe Kosten verursachte, führte zur Entwicklung wiederaufladbarer Akkumulatoren. Diese Blei- und Nickel-Cadmium- (auch: Alkali- oder Nass-)Akkus sind bis heute verbreitet und wurden kontinuierlich verbessert.
Aus den Handscheinwerfern entwickelten sich kompakte Handlampen (genannt „Bombe“ oder „Püttlampe“), die bis in die 1960er Jahre eingesetzt wurden.
Bereits in den 1920er Jahren wurden Kopflampen hergestellt, die jedoch zunächst nur von Handwerkern verwendet wurden.
Mehr und mehr wurde auch ortsfeste Beleuchtung unter Tage eingesetzt. Sie ist besonders robust ausgeführt und im Steinkohlenbergbau auch schlagwetter- bzw. explosionsgeschützt. Derartige Leuchten werden nicht als Grubenlampen bezeichnet.
Das elektrische Geleucht ist zwar vollkommen schlagwettersicher, wenn es entsprechend ausgeführt ist, jedoch kann man mit ihm nicht mehr den Methangehalt der Grubenwetter prüfen. Darum wurden bis zur Entwicklung von Gaswarngeräten in den 1950er bis 1960er Jahren weiterhin Wetterlampen verwendet.

#### Handlampen
Handlampen waren die ersten massenhaft verwendeten Grubenlampen. Sie sind sehr massiv ausgeführt und wiegen bis zu 5,5 kg. Eine typische Handlampe besteht aus einem zylindrischen Unterteil, in dem sich der Akku befindet und dem mit (meist vier) Gestellstäben versehenen Oberteil. Unter- und Oberteil werden miteinander verschraubt. Die Gestellstäbe schützen die Glasglocke, die kugel- oder halbkugelförmig ist und innen eine Riffelung aufweist, um blend- und schattenfreies Licht zu erzeugen. Die Lampe wird durch Drehung des Oberteiles ein- und ausgeschaltet. Die Gestellstäbe halten das Dach, an dem mit einer drehbaren Öse ein Haken befestigt ist.

#### Kopflampen

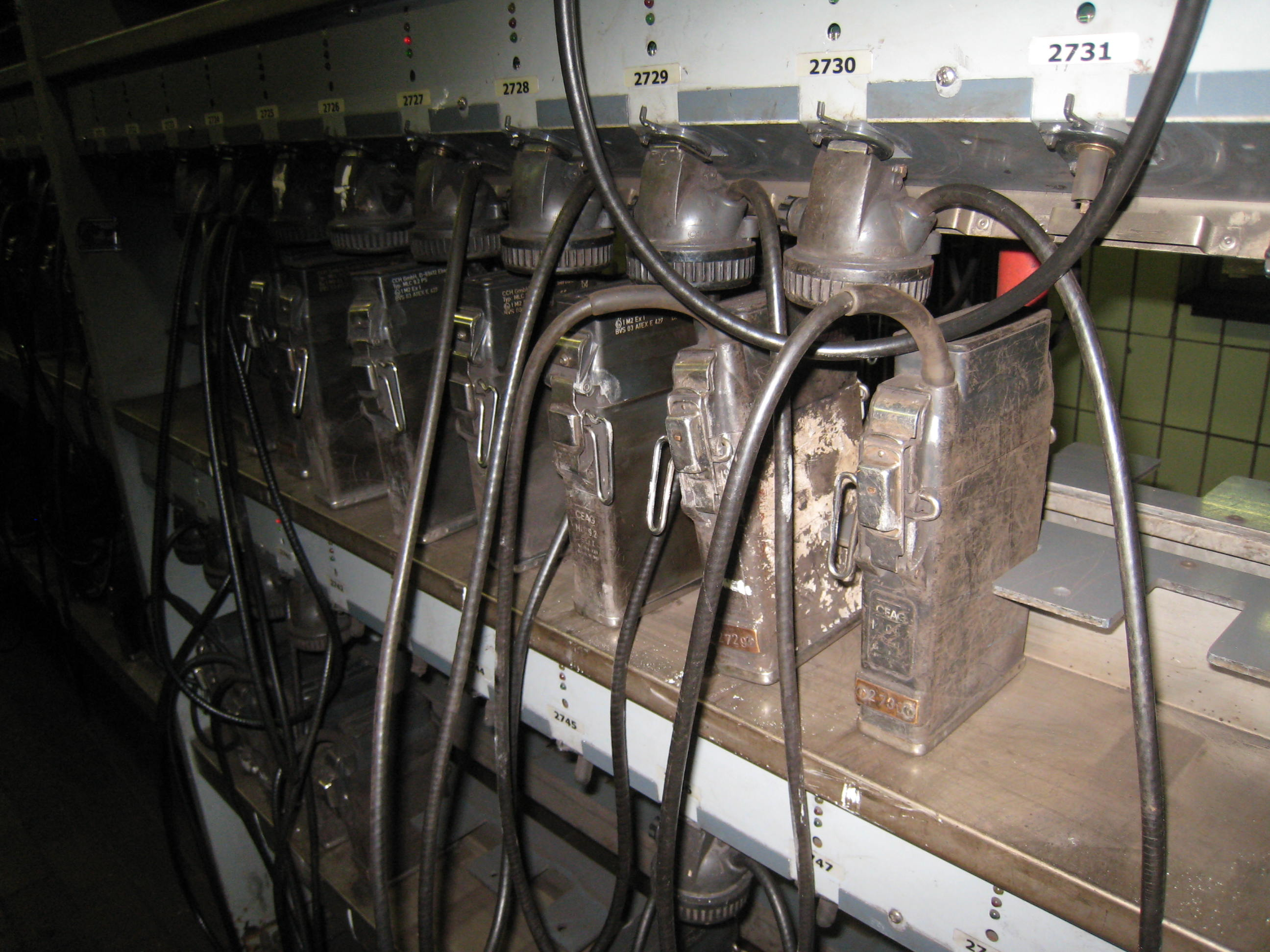
Akkukopflampen (in Ladefächern) im Ruhrbergbau

Die ersten Kopf- (oder Mützen-) lampen bestanden aus einem am Lampenriemen zu tragenden Akkukasten, der durch das Lampenkabel mit dem Kopfstück verbunden ist. An dieser grundsätzlichen Bauweise hat sich bis ins 21. Jahrhundert nichts geändert. Der Akku bestand entweder aus zwei oder drei Zellen, die eine Spannung von 2,4 bzw. 3,6 V abgaben. Bei einem Gewicht von ca. 2,5 kg war eine Leuchtdauer von 13 Stunden möglich. Der Bergmann hatte nun die Hände frei, und der Strahl der Lampe fiel immer dahin, wohin sich der Blick richtete. Die Kopflampen brauchten lange, um sich flächendeckend gegen die Handlampen durchzusetzen. Gegenargumente waren das gerichtete Licht, das eine scharfe Hell-/Dunkelgrenze erzeugte, die höheren Kosten und die geringere Robustheit gegenüber den herkömmlichen Handlampen. Im Laufe der Kopflampenentwicklung wurden die Blechakkukästen und -kopfstücke durch solche aus Kunststoff ersetzt, und der Schalter wanderte vom Akku an das Kopfstück. Das Gewicht sank bis auf rund 2 kg und es wurden Zweifadenglühbirnen eingesetzt mit einem Haupt- und einem Neben- oder Notlicht. Ein Sonderweg war die Type HLE 7 der Firma CEAG, die hauptsächlich durch das THW, die Bundeswehr und die Feuerwehren eingesetzt wurde. Diese Lampe hatte Trockenakkus und ein integriertes Ladegerät. Deshalb hatte sie eine geringere Akkukapazität als normale Grubenlampen und wurde mit einer schwächeren Glühbirne versehen, um die geforderte Leuchtdauer von mindestens 8 Stunden zu erreichen.
Das Ende der Entwicklung klassischer Kopflampen markierte der Einsatz von Halogenleuchtmitteln. Diese Lampen hatten dann eine zweite Glühbirne als Nebenlicht.
Der aktuelle Trend geht zu Kopflampen mit Hochleistungs-LED-Technik und wartungsfreien Lithium-Ionen-Akkumulatoren, die nochmals eine wesentliche Gewichts- und Größenreduktion möglich machen. Durch die geringe Stromaufnahme der LEDs ist es möglich, den Akku mit ins Kopfstück zu integrieren, sodass der Akkukasten und das Lampenkabel entfallen.
Einsatz bei der Feuerwehr
Im Sprachgebrauch der Feuerwehren wird die Kopflampe als Kopfscheinwerfer bezeichnet. Kopfscheinwerfer der Feuerwehr müssen eine ATEX-Zulassung haben, das heißt, nicht nur schlagwetter-, sondern auch explosionsgeschützt sein. Da Feuerwehrhelme nicht wie Bergbauhelme über eine Halterung für das Kopfstück verfügen, wird der Lampenkörper mit dem Helmband am Feuerwehrhelm befestigt, der Batteriekasten an der Schutzkleidung oder am Feuerwehrhaltegurt.
Der Kopfscheinwerfer kann – wenn nicht am Helm befestigt – mit roten oder grünen Vorsteckscheiben zum Geben von Sicht- und Führungszeichen benutzt werden.

#### Beraubescheinwerfer
Eine besondere Art der Grubenlampe ist der Beraubescheinwerfer. Um die Sicherheit der Bergleute zu gewährleisten, muss die Decke (der Bergmann spricht von der Firste) des Grubenbaus auf lose Schollen (Schalen) überprüft werden, um dem gefährlichen Steinfall vorzubeugen. Zur Ausleuchtung, insbesondere großer Höhen, wird eine hohe Lichtleistung benötigt. Beraubescheinwerfer haben eine deutlich höhere Leistung als normale Grubenlampen.

## Denkmale/Heraldik

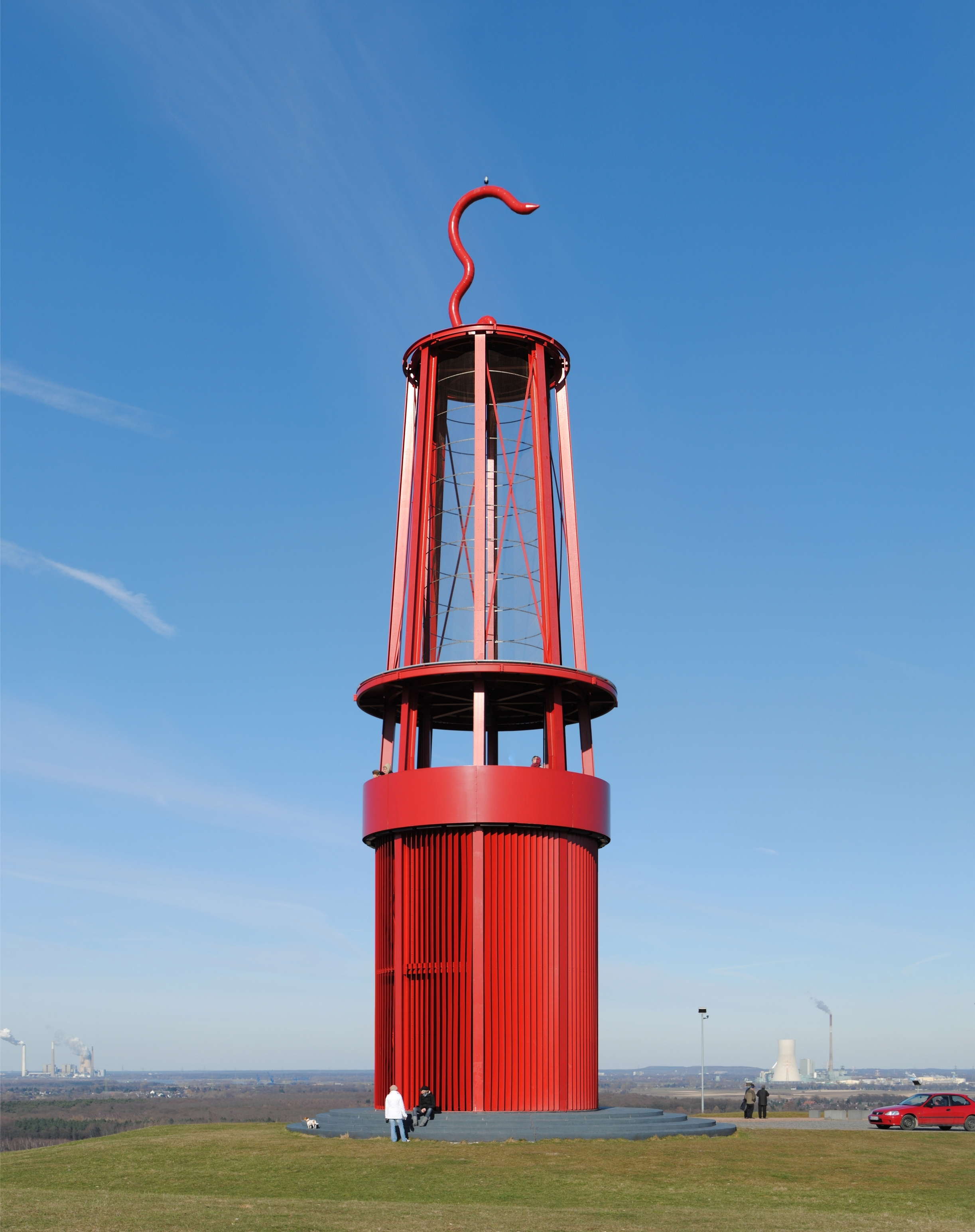
Riesige Grubenlampe auf der Halde Rheinpreußen

Bei Moers am Niederrhein wurde auf der Halde des Bergwerks Rheinpreußen zur Erinnerung an Millionen Berg- und Hüttenleute ein stählerner Aussichtsturm in Form einer Sicherheitslampe („Geleucht“) gebaut. Er ist 30 m hoch, wurde im September 2007 fertiggestellt und entstand nach einer Idee des Künstlers Otto Piene.
Aus einer Höhe von ca. 90 m hat man einen weiten Rundumblick auf den Niederrhein und das Ruhrgebiet. Nachts ist die Grubenlampe beleuchtet und eine 8000 m² Fläche der Halde wird rot angestrahlt, hinweisend auf die Nutzung der Energie der Kohle. Ein Förderkreis, gegründet von Konrad Gappa mit Berg- und Hüttenleuten sowie Anwohnern, initiierte ihren Bau und realisierte ihn zusammen mit der Landesregierung NRW, dem Regionalverband Ruhr, dem Kreis Wesel, der Stadt Moers und mithilfe von Spenden von Industrieunternehmen und Privatleuten.
Eine ähnliche Haldenkunstskulptur befindet sich in Thüringen bei Ronneburg auf der Schmirchauer Höhe.
Grubenlampen sind als Sammlerobjekte gefragt und werden – wie beispielsweise im saarländischen Spiesen-Elversberg, den grenznahen Orten Schœneck (Lothringen) und Urbès (Elsass) oder im bayrischen Schwarzach bei Nabburg – auch in Gemeindewappen verwendet.